# 関サービスエリア
関サービスエリア（せきサービスエリア）は、岐阜県関市にある東海北陸自動車道のサービスエリア。

## 概要
1994年、美濃IC - 美並IC間の開通にあわせて開設された。上り線（一宮方面）のみにあり、下り線の長良川サービスエリアと対になる形で位置している。
ガソリンスタンドの先には高速関のバスストップがあり、歩道を通して行き来することが可能。
当初はトイレのみのSAだったが、1997年7月にナガシマスパーランドなどで有名な長島観光開発が売店などの営業を開始した。後にインフォメーションコーナー（エリアコンシェルジュ）やコンビニエンスストアなどの設置も行われている。2011年9月19日に当初の営業者であった長島観光開発が撤退した。
2011年12月20日より、株式会社キンレイ(二代目/現・KRフードサービス)が営業を開始。レストランは「飛騨路の和食 かごの屋」、フードコート・横丁のごちそう処は、「ながらうどん」「食堂 あぶらや」「高山ラーメン 関亭」の3業態で営業。テイクアウトコーナーは、できたてのスナック、自家製の惣菜、焼き立てパン（飛騨牛カレーパンなど）を販売。街道の土産三昧「みちの市」、関市の特産品「刃物」など飛騨路の名産・味覚などをそろえて全面リニューアルを行った。
エリア内には公園があり、遊具なども揃っている。

## 道路
- E41 東海北陸自動車道

## 施設

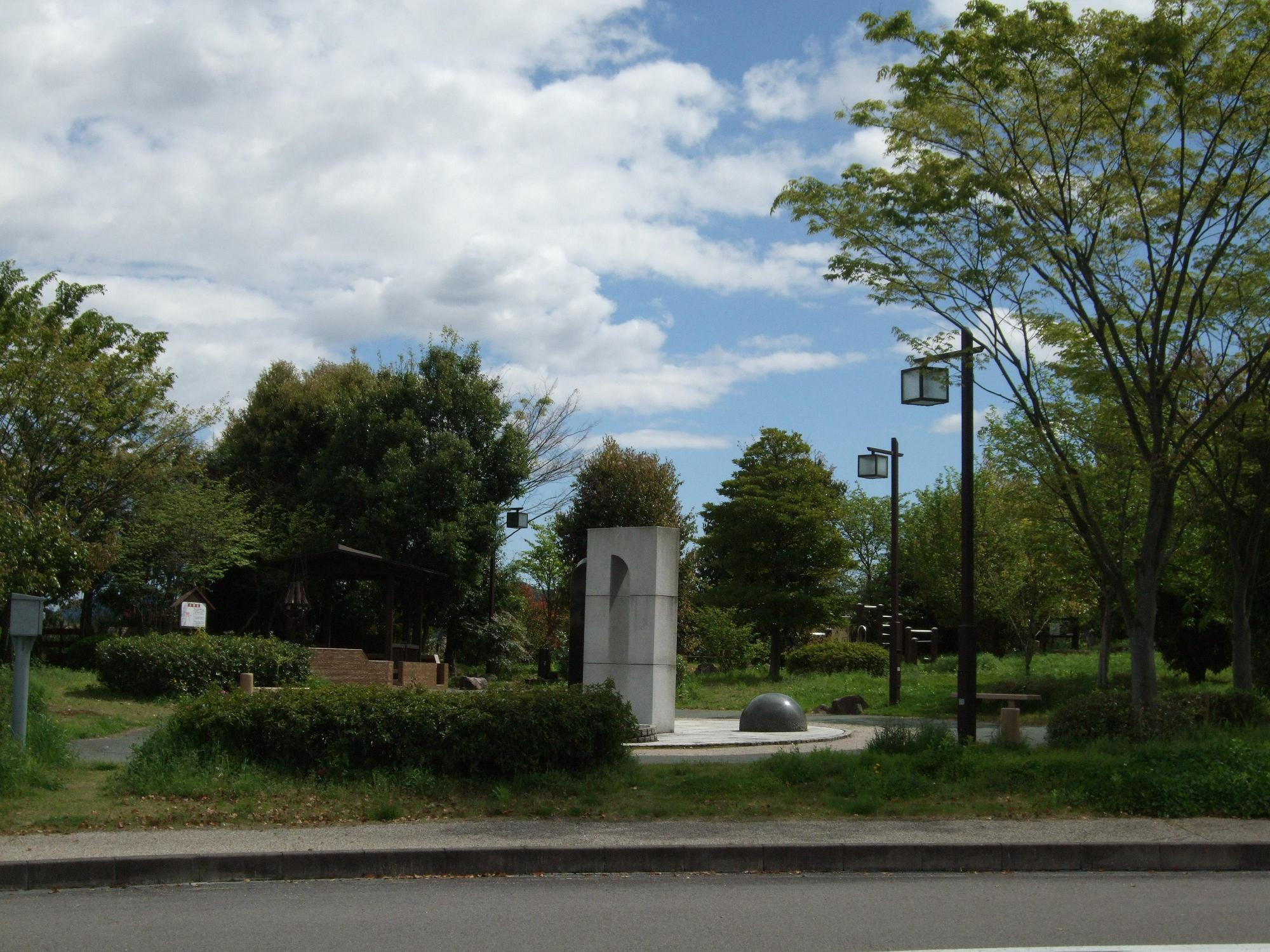
サービスエリア内の公園

一般道から利用できるぷらっとパークも設けられている。

### 上り線（名古屋・大阪方面）
- 駐車場[1]
  - 大型 33台
  - 小型 102台
- トイレ
  - 男性 大5（和式1・洋式4）・小12
  - 女性 20（和式2・洋式18）
    - 同伴の男児用 1
    - 子供トイレ2（洋式2）

  - 車椅子用 1
- ガソリンスタンド（ENEOS（(株)ENEOSウイング（旧・(株)一光））、24時間）[2]
- 給電スタンド（24時間）
- レストラン（KRフードサービス、7:00-22:00）
- スナック（KRフードサービス、24時間）
- ショッピング（KRフードサービス、24時間）
- コンビニエンスストア（ミニストップ、24時間）
  - コンビニATM（イオン銀行）
- 自動販売機
- ベビーコーナー
- ハイウェイ情報ターミナル
- サービスエリア・コンシェルジュ（平日：9:00-17:00、土日祝：9:00-18:00）
- メディカルコール
- コンビネーション遊具
  - 鉄棒・平均台・サークルポスト・平行棒・ウンテイ・ハシゴ・タイヤサークル・吊り橋
- ドッグラン
- コインシャワー（24時間）
- コインランドリー（24時間）

## 隣
E41 東海北陸自動車道
(5)関IC - (SA)関SA（上り線のみ） - (SA)長良川SA（下り線のみ） - (5-1)美濃関JCT - (6)美濃IC